# 공효사
공효사는 충청북도 청주시 흥덕구에 있다. 2015년 4월 17일 청주시의 향토유적 제94호로 지정되었다.

## 개요
1771년 계유정난에 공을 세운 박중손의 위패를 봉안하기 위해 세운 사당이다.